# Plestiodon callicephalus
Plestiodon callicephalus (гірський сцинк) — вид сцинкоподібних ящірок родини сцинкових (Scincidae). Мешкає в США і Мексиці.

## Опис
Гірські сцинки — сцинки середнього розміру, максимальна довжина яких (без врахування хвоста) становить 7,5 см. Вони мають оливкове або коричнева забарвлення з чорними смугами з боків. На голові у них характерний Y-подібний світлий візерунок. Як і багато інших представників роду Plestiodon, молоді гірські сцинки мають яскраво-синій хвіст. Однак, на відміну від більшості інших видів цього роду, дорослі особини зберігають це забарвлення, хоча воно трохи тьмяніє з віком.

## Поширення і екологія
Гірські сцинки поширені в горах Західної Сьєрра-Мадре від південно-східної Аризони і крайнього південного заходу Нью-Мексико на південь до Наяриту і Халіско. Вони живуть в гірських сосново-дубових лісах і на схилах каньйонів, в Мексиці трапляються в сухих тропічних лісах у західних передгір'ях Сьєрра-Мадре. Ведуть наземний спосіб життя. живляться дрібними безхребетними. Відкладають яйця.